# Simon Beaufoy
Simon Beaufoy est un réalisateur et scénariste britannique, né en 1966 à Keighley, dans l'agglomération de Bradford (Yorkshire de l'Ouest).
Il a gagné plusieurs prix : Oscar du cinéma, Golden Globe et BAFTA et fut particulièrement remarqué pour le film Slumdog Millionaire dont il a adapté le scénario et pour lequel il a gagné plusieurs prix.

## Filmographie

### Réalisateur
- 1993 : Physics for Fish, mini-série
- 1996 : Yellow, court-métrage
- 1998 : Closer, court-métrage
- 1999 : The Darkest Light

### Scénariste
- 1993 : Physics for Fish, mini-série, réalisée par Simon Beaufoy
- 1996 : Yellow, court-métrage, réalisé par Simon Beaufoy
- 1997 : The Full Monty, réalisé par Peter Cattaneo
- 1998 : Les Géants (Among Giants), réalisé par Sam Miller
- 1999 : The Darkest Light réalisé par Simon Beaufoy
- 2000 : Running Time, moyen-métrage réalisé par Suzie Halewood
- 2000 : Everyone's Happy réalisé par Frances Lea
- 2001 : Coup de peigne (Blow Dry) réalisé par Paddy Breathnach
- 2002 : This Is Not a Love Song réalisé par Bille Eltringham
- 2004 : Yasmin réalisé par Kenneth Glenaan
- 2008 : Miss Pettigrew (Miss Pettigrew Lives for a Day) réalisé par Bharat Nalluri (coscénariste)
- 2008 : Burn Up épisode 1.2, réalisé par Omar Madha
- 2008 : Slumdog Millionaire réalisé par Danny Boyle, d'après Vikas Swarup
- 2010 : 127 heures (127 Hours) réalisé par Danny Boyle
- 2012 : Des saumons dans le désert (Salmon Fishing in the Yemen) de Lasse Hallström
- 2013 : Hunger Games : L'Embrasement de Francis Lawrence, d'après Suzanne Collins
- 2017 : Battle of the Sexes de Jonathan Dayton et Valerie Faris
- 2018 : Trust (série télévisée)
- 2023 : The Full Monty, la série (The Full Monty) (série télévisée)

### Producteur
- 2000 : Running Time, réalisé par Suzie Halewood – Producteur exécutif
- 2002 : This Is Not a Love Song réalisé par Bille Eltringham – Producteur exécutif
- 2003 : Japanese Story, réalisé par Sue Brooks – Producteur associé
- 2018 : Trust (série télévisée)